# Korys cyngula
Korys cyngula (Coris aygula) – gatunek morskiej ryby okoniokształtnej z rodziny wargaczowatych (Labridae), opisywany pod wieloma nazwami synonimicznymi. Polska nazwa zaczerpnięta została od jednego z epitetów gatunkowych cingulum.

## Występowanie i środowisko
Tropikalne wody Oceanu Indyjskiego i środkowo-zachodniej części Pacyfiku. Zasięg występowania tego gatunku rozciąga się od Morza Czerwonego i Afryki Wschodniej (po Madagaskar i Maskareny) na zachodzie, po południową Japonię na północy i po wyspę Lord Howe (na Morzu Tasmana) i Rapa na południu. Gatunek szeroko rozprzestrzeniony, ale raczej rzadki, nigdzie nie występuje licznie.
Korysy cyngula są związane ze środowiskiem raf. Występują w pobliżu piasku na głębokościach od 2 do 30 m.

## Cechy morfologiczne
Młode korysy cyngula mają zazwyczaj złotokremowe ciało z czarnoczerwonymi plamami. 

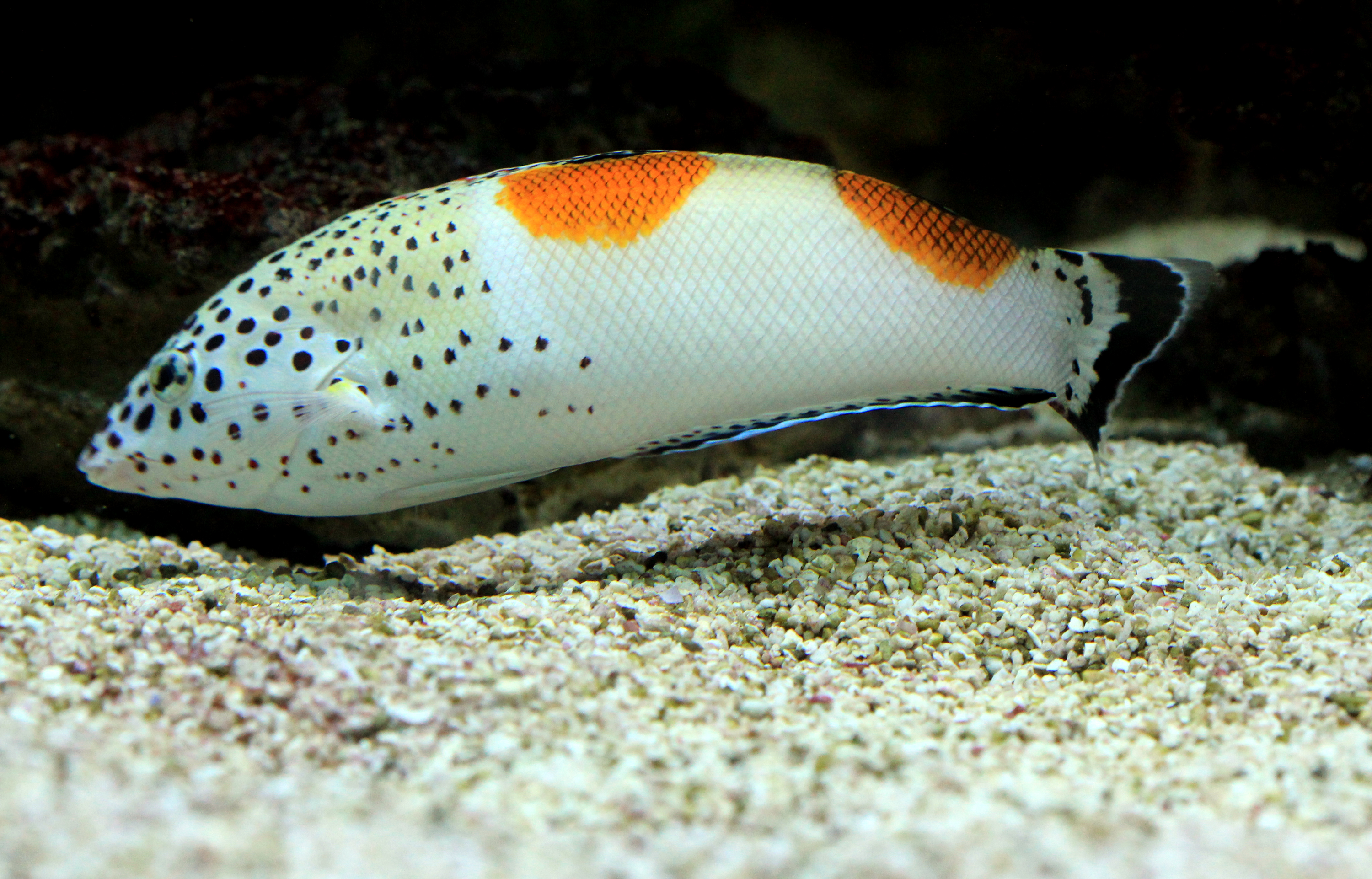
Młody korys cyngula w praskim akwarium morskim

Na ich grzbiecie pojawia się motyw „fałszywego oka” na tle pomarańczowej plamy. Ubarwienie to zmienia się po osiągnięciu przez rybę długości ponad 10 cm. Dorosłe osobniki osiągają do 50 cm, dane o długości 120 cm są kwestionowane. 
Ubarwienie ryb jest zwykle szarozielonkawe. Na ich głowie występują czerwonawe plamy i pasma. Płetwy są szarooliwkowe z czerwonordzawymi plamami.
W płetwie grzbietowej występuje 9 kolców i 12–13 promieni miękkich, a w płetwie odbytowej 3 promienie twarde i 12 miękkich. Płetwa ogonowa samic jest lekko zaokrąglona, u samców ścięta, zakończona nitkowatymi promieniami. Płetwy brzuszne samców są bardzo długie. Na głowie dużych samców rozwija się garb tłuszczowy. Pierwszy kolec ich płetwy grzbietowej wydłuża się.

## Biologia
Dorosłe korysy przebywają zazwyczaj pojedynczo. Młode często spotyka się w kałużach poodpływowych. Żywią się głównie bezkręgowcami o twardych skorupach (skorupiaki i mięczaki), a także jeżowcami. Wiek najstarszych zbadanych osobników osiągał 16 lat.

## Znaczenie gospodarcze
Korysy cyngula są poławiane komercyjnie i w wędkarstwie. Młode osobniki o długości 5–15 cm są często hodowane w akwariach. W sztucznych warunkach rosną bardzo wolno. Nie wykazują agresji. Są raczej płochliwe, zaniepokojone zagrzebują się w piasku.